# 1284 Latvia
1284 Latvia (1933 OP) là một tiểu hành tinh vành đai chính được phát hiện ngày 27 tháng 7 năm 1933 bởi K. Reinmuth ở Heidelberg. Nó được đặt theo tên Republic of Latvia.